# تومبوس (النوبة)
تُمبس أو تومبوس موقع أثري وجزيرة في شمال السودان. تقع القرية والجزيرة عند الشلال الثالث لنهر النيل، بالقرب من كرمة.
تم نحت مجموعة كبيرة من النقوش الصخرية الفرعونية والخاصة في تومبوس خلال الأسرة الثامنة عشرة في مصر عندما كان الموقع يمثل حدًا مهمًا بين التفاعل السوداني النوبي والمصري.  
كان هناك مقلع مهم للجرانيت الأسود في تومبوس في العصر الفرعوني. تم استخدام حجره في الغالب لبناء التماثيل والمباني بين دلتا النهر والمناطق الجنوبية من المملكة. أبرز ما يميزه هو تمثال لأحد ملوك الأسرة الخامسة والعشرين في مصر، مهجور لأكثر من 2700 عام.

في عام 1991، كشف مسح أجرته جامعة الخرطوم عن بقايا مقبرة مهمة من تاريخ المملكة الحديثة. في عام 2000، قام ستيوارت تايسون سميث من جامعة كاليفورنيا في سانتا باربرا وفريقه بالتنقيب عن بقايا هرم يزيد عمره عن 3500 عام، ورفات مدفونة لمسؤول استعماري مصري يُدعى سيامون ووالدته ويرين. تم دفن المومياوات السليمة مع تماثيل أوشابتي، بوميرانج، وطين الميسينية المصبوغ. تضم حجرة الدفن سلسلة من الغرف، نهب بعضها من قبل اللصوص، بينما لم يتم إزعاج البعض الآخر كليًا أو جزئيًا. كما كشف مسح كتابي أجراه المتحف البريطاني النقوش الصخرية الفرعونية.

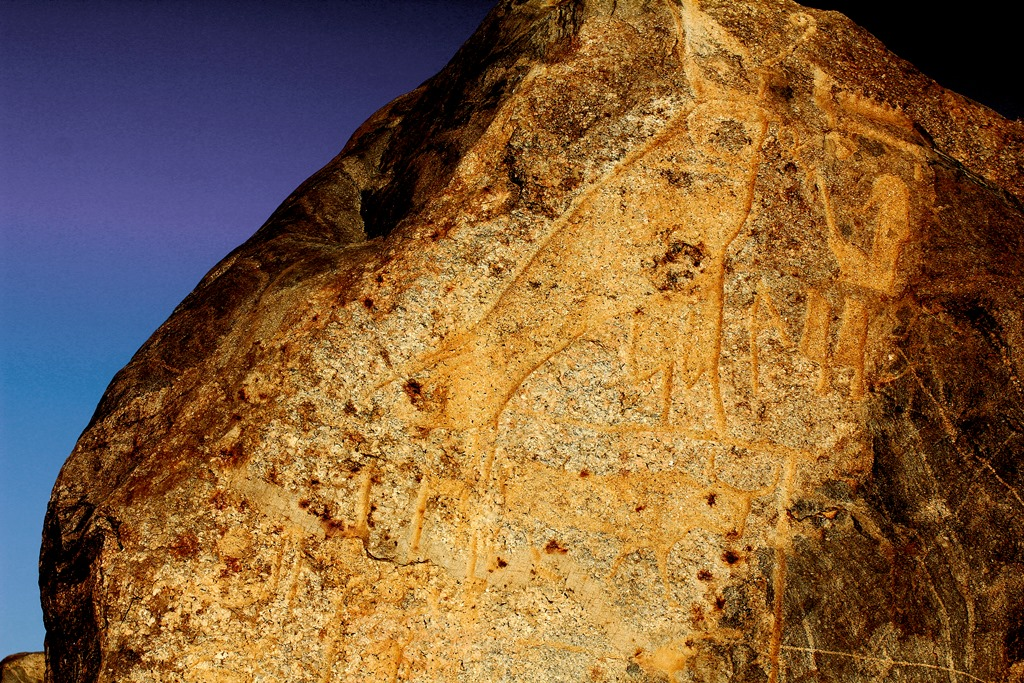
رسم لحورس وماعت
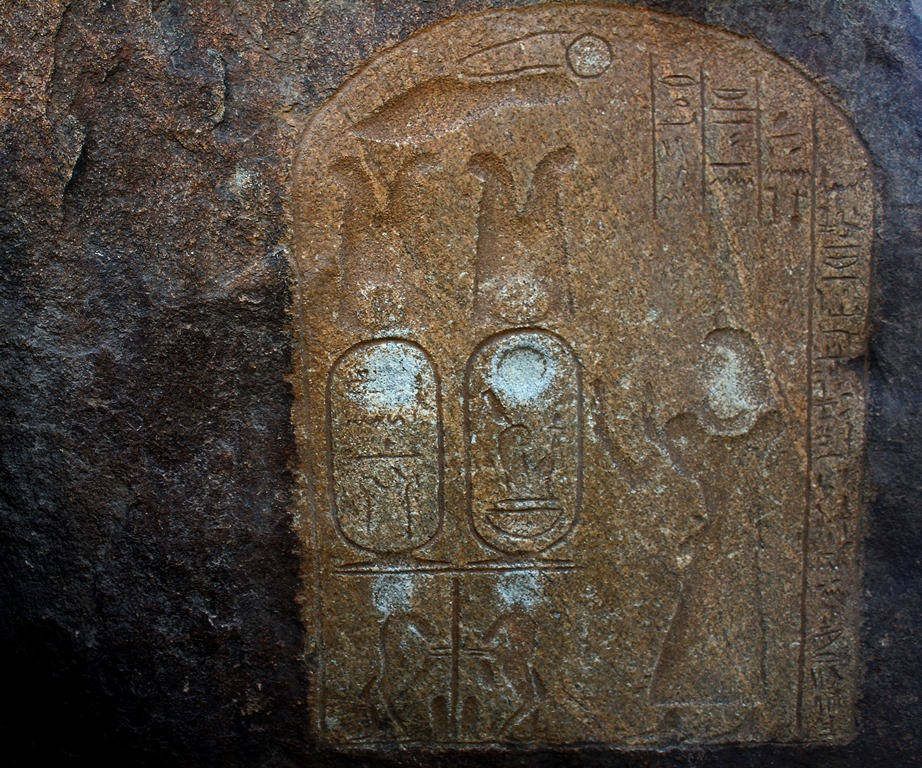
لوحة مريمس تعشق خرطوش أمنحتب الثالث